# نفيسة بنت علي
نفيسة بنت علي بن أبي طالب هي ابنة علي بن أبي طالب، وأمها أم ولد. تزوجت من عبد الله الأوسط بن عقيل بن أبي طالب.، 
حضرت معركة كربلاء.